# Кашгар (річка)
Кашгар (Кызыл-Суу, Улуу-Чат (Улугчат), Кабаатсу, Кизилсу, канал Аватустен Кашгар, Файзабад-Дар'я Чон-Кашгар-Дар'я) (кит.: 喀什噶尔河, піньїнь:Kāshéngáěr-hé, уйг. قەشقەر دەرياسى)  — річка в Сіньцзяні у Китаї, верхів'я в Таджикистані і Киргизстані. 
Довжина — 765 км (у тому числі 685 км на території Китаю), сточище (від річки Гез-Дар'я) 90,8 тис км². Середня витрата води у селища Кафка - 72,5 м³/с.
Має витоки з Алайського і Заалайського хребтів на схилах гори Зоря Сходу. Має помаранчевий колір. 
У верхів'ях має гірський характер; у нижній течії тече по Кашгарській рівнині (північно-західним тереном пустелі Такла-Макан), зрошуючи велику (понад 2,5 тисяч км²) оазу. 
Середня витрата води в низов'ях 77 м³/сек, найбільша близько 500 м³/сек, літня повінь, Живлення переважно ґрунтове (47%), близько 30% — снігове, решта — дощове. Раніше Кашгар впадав в Яркенд, на початок ХХІ сторіччя втрачається у пісках Тограккум. 
На річці розташовані Кашгар, Іркештам, Улугчат.

## Каскад ГЕС
На річці розташовано: ГЕС Tǎrìlēigā, ГЕС Xiàtè та ГЕС Kǎlābèilì.